# おくさまは18歳
『おくさまは18歳』（おくさまはじゅうはっさい）は、本村三四子作の少女漫画。およびこれを原作としたテレビドラマと劇場用映画。

## 少女漫画
集英社『週刊マーガレット』に1969年8月より1970年8月まで連載された。ラブコメディの典型的なスタイルを生み出した作品とされる。
舞台はアメリカのカレッジ「スイートピー学園」。青年教師のリッキー・ネルソンと女学生のリンダ・ネルソンは結婚していることを隠して学園生活を送っているが、次々に事件に巻き込まれ、秘密がばれそうになるというもの。

## テレビドラマ（1970年版）
1970年9月29日から1971年9月28日までTBS系列で全53回が放送された。

### 企画
1969年秋、取材先の北海道網走の食堂で、偶然週刊マーガレットに連載中の原作を見出した脚本家の佐々木守は、設定を日本の高校に移し替えたドラマの制作を思いつき、企画を大映テレビ室のプロデューサー、春日千春に持ち込み、TBSで放映が決定した。
佐々木の構想では、本作は恋愛が成就するまでを描く「青春ドラマ」とも、結婚生活から始まる「ホームドラマ」とも違う、密かに結婚したカップルが共に学園生活を送るという、かつて無かった「思春期ドラマ」であり、“笑いとサスペンスに満ちたライトコメディ”としている。
佐々木の当初の案は、イメージキャストの第一候補として、主役の高木飛鳥役と高木哲也役にそれぞれ吉沢京子と西郷輝彦を充て、放送時間も夜9時台を予定していたが、春日はコメディ演技に関しては未知数だった岡崎友紀と石立鉄男を敢えて起用し、放送時間も子供にも見てもらえる時間帯として夜7時台に変更された。そのため露骨な性描写は抑えられ、演出もリアリティよりもメルヘン的な雰囲気を強調したものにされた。なお、高木飛鳥という役名は、当時佐々木が関心を持っていた日本古代史から飛鳥地方に因んだものである。
しかし、石立はこのオファーに難色を示した。理由はそれまで自分に来る役と言えば好青年役ばかりだったので「もっと大人の役がやりたい」ということだったが、海外放浪の旅に出ていた頃にニューヨークで出会った友人から言われた「俳優なら仕事はナルシシズムで選ばず、まず有名になれ。みんなに楽しんでもらえることで初めてプロの俳優と言えるんだ」という言葉を思い出し、まずはやってみようと最終的にはこのオファーを受けたという。

### 脚本・演技・演出
佐々木の用意した脚本は型破りなもので、ト書きまでが砕けた会話調で書かれたポップな乗りで、スタッフや出演者のイメージを喚起し、演出プランやアドリブ演技が次々と生み出されていった。
石立は、本作を単なるドタバタ劇に終わらせまいと、台詞のやり取りで面白さを表現するファルス（笑劇）の効果を狙った演出プランを提案し、台詞のメリハリとリズム感を強調して対話のスピードを通常よりも大幅にテンポアップした。それを受けて、佐々木たちは30分ドラマに1時間ドラマに相当する分量の台詞を盛り込んだ。最初は気後れしていた岡崎も天性の感性の良さを発揮して、すぐに石立の演技に喰らいついてゆき（ルシル・ボールの演技を参考にしたと発言している）、絶妙な夫婦コンビを作り上げていった（後年、石立は岡崎の演技について「2週間で僕の芝居を覚えてしまった。僕がこれまでに会った女優さんの中で一番感性のいい人だった。」と回想している）。
メイン監督の湯浅憲明は「三段落ちショット」とも呼ばれる、シーンの変わり目に女性スキャットをバックに小道具の花や人形などの約1秒間のアイキャッチを3ショット連続で挿入し、場面の状況を明示してテンポ良くストーリーを展開する演出法を作り上げた。そのほか、湯浅の「コメディは三拍子が面白い」という持論から生まれた、うつみみどり（現・うつみ宮土理）演ずる花咲ユメ子が発する「くやしいわ、くやしいわ、なんだかとってもくやしいわ（様々なバリエーションあり）」という台詞も評判を呼び、流行語となった。
ドラマの後半では、佐々木が本作とかけもちで手掛けていたドラマ「お荷物小荷物」（1970年 朝日放送）で使用された、ドラマの中で出演者が唐突に視聴者に語りかける「脱ドラマ演出」も試みられている。この演出法は次回作の「なんたって18歳!」でも取り入れられた。
なお、本作のシチュエーション・コメディとしての「主人公にまつわる秘密を巡り、騒動が巻き起こる」という“黄金の設定”による構成に米国ドラマ『奥さまは魔女』からの影響を指摘する向きもある（『動画王 vol.02 スーパー魔女っ子大戦』「特撮魔法少女列伝」二神啓通 ）。

### 反響
- 本作は放送が始まると同時に人気を獲得し、最高視聴率33.1%を記録。このため2クール26話の最初の放送予定が、1年間53話に延長された（全体の平均視聴率は25%）。
- 岡崎友紀は本作によって1970年度テレビ大賞新人賞を受賞した。
- 現在でも知名度の高い人気作品であり、再放送も多くされている。後にソフト化もされておりこれまでにVHSビデオ・LD・DVD版が全話分発売された。
- 本作によって国民的アイドルの座を確立した岡崎の人気とキャラクターに立脚した「18歳シリーズ（ライトコメディシリーズ）」（-1974年）が後続番組として製作され、さらに本作の設定を一部変更した「秘密のデカちゃん」（1981年）、「だんなさまは18歳」（1982年 以上TBS）、「お願いダーリン!」（1993年 フジテレビ）といった実質的リメイク作品が新たに製作されるなど、主人公にまつわる秘密を巡って騒動が展開するという黄金の設定による和製シチュエーション・コメディ/ラブコメディの典型的王道的スタイルが定着した[2]。「日本のテレビ史上に燦然と輝くライトコメディの傑作、どれをとっても空前絶後の出来栄えだった」（花崎真也）[3]。

### あらすじ
飛鳥は高校三年の18歳。病床にある祖母に花嫁姿を見せるために、父親同士が決めた婚約者・高木哲也と田舎で結婚し、哲也の勤める北辰学園に転校することとなった。しかし、学園長は二人の事情を認めつつも、同じ学校の教師と生徒が婚姻関係にあるのは、教育上問題があるとして、学園の精神に則り、二人の関係を秘密にすることを厳命、もしばれたら哲也は即刻解雇、飛鳥も同様に退学だと約束させられる。かくして哲也は表向きは独身となり、毎日のように司書の小山先生や渋沢先生、女生徒たちからもアタックされてしまう。飛鳥はそんな哲也をやきもきしながら見守るが、自分も男子生徒たちの人気の的となり、担任の男性教諭・海沼からも慕われてしまう始末。さらには自宅の隣に住むおばさんも哲也と飛鳥を兄妹だと思い、たびたび哲也に縁談を持ち込むので、二人は学校でもプライベートでも常に波乱に巻き込まれるのだった。

### データ
- 製作：大映テレビ室、TBS
- 放送局：TBS系列
- 放送期間：1970年9月29日～1971年9月28日
- 放送時間：毎週火曜日、19：00～19：30
- 放送回数：全53回
- 放送形式：カラー・16mm

### スタッフ
- プロデューサー：春日千春ほか
- 撮影:山本修佑
- 美術:仲美喜雄
- 照明:田熊源太郎
- 音楽：萩原哲晶
- 録音:古山常夫
- 編集:田賀保
- 記録:中井妙子
- 結髪:伊藤きくよ
- 衣裳:富士衣裳
- 助監督:岡屋竜一
- 制作主任:野木小四郎
- 効果:櫂の会
- タイトル:広岡正勅
- 現像所:東京現像所
- 協力:西村の家具、カワサキラケット、オンワード樫山

### 主題歌・挿入歌
主題歌
「おくさまは18歳」（EPレコードは「おくさまは18才」）作詞：岡崎友紀、作曲：長沢ロー、編曲：荒木圭男、歌：岡崎友紀、発売：東芝レコード
挿入歌
「小さなお城」作詞：岡崎友紀、作曲：T.パインフィールド、歌：岡崎友紀

### キャスト
- 高木（志村）飛鳥：岡崎友紀
- 高木哲也：石立鉄男
- 海沼先生：寺尾聰
- 渋沢民子：冨士眞奈美
- 大山園長：森川信
- 小山美矢子：秋山ゆり
- 山本達子：横山道代
- 花咲ユメ子：うつみ宮土理
- 芦野史郎：内田喜郎
- 松木エミ：松坂慶子 ※第41話 -
- 水川佐知子：高橋まゆみ
- 吉本ジュン子（島田ジュン）：伊原静江（現・大和なでしこ）
- ヨッコ：清水京子
- チャコ：早乙女ゆう
- 山之辺ケンイチ（山崎）：小池正史
- 田辺タカシ（中原タケシ、坂崎）：本橋敏和
- 山田ヤスコ：宇津明子
- 小林千代子：本田圭子
- ヨーコ：香美カコ
- トシコ：田尻晶子
- 遠藤トシオ：前田充穂
- ダメージ：梅沢正康
- サムライ：ピーター・みのわ
- オフクロ：三浦康晴（ - 第20話）→高野浩幸（第22話 - ）
- 飛鳥の祖母：北林谷栄

### 放送リスト
| 回数 | 放送日         | サブタイトル                   | 脚本       | 監督     | ゲスト                   |
| ---- | -------------- | ------------------------------ | ---------- | -------- | ------------------------ |
| 1    | 1970年 9月29日 | 結婚したことヒミツなの!        | 佐々木守   | 湯浅憲明 |                          |
| 2    | 10月6日        | シットしちゃおう燃えちゃおう   | 佐々木守   | 湯浅憲明 |                          |
| 3    | 10月13日       | おとなってなあに               | 佐々木守   | 湯浅憲明 |                          |
| 4    | 10月20日       | 押しかけ女房がきーちゃった     | 佐々木守   | 枝川弘   |                          |
| 5    | 10月27日       | 私、ミスじゃないのに           | 佐々木守   | 枝川弘   |                          |
| 6    | 11月3日        | 結婚してくれですって           | 佐々木守   | 枝川弘   | 多々良純、伊東昭夫       |
| 7    | 11月10日       | ニクイあのひと                 | 佐々木守   | 枝川弘   | 坂倉晴恵、市村俊幸       |
| 8    | 11月17日       | 負けてたまるか                 | 佐々木守   | 枝川弘   | 坂倉晴恵、市村俊幸       |
| 9    | 11月24日       | こっち来ちゃイヤン             | 宮内婦貴子 | 枝川弘   | 坂倉晴恵、市村俊幸       |
| 10   | 12月1日        | あなたなんかキライ             | 才賀明     | 枝川弘   | 坂倉晴恵                 |
| 11   | 12月8日        | 未成年お断り                   | 才賀明     | 青木敏   | 荻島真一                 |
| 12   | 12月15日       | あなた テストの問題教えて      | 佐々木守   | 枝川弘   |                          |
| 13   | 12月22日       | あなたは左 わたしは右よ        | 佐々木守   | 枝川弘   |                          |
| 14   | 12月29日       | そこに胸があったのよ           | 佐々木守   | 青野暉   | 木島進介                 |
| 15   | 1971年 1月5日  | お夢は白い船の中               | 佐々木守   | 青野暉   |                          |
| 16   | 1月12日        | 台風が来ーちゃった             | 才賀明     | 枝川弘   | 若水ヤエ子               |
| 17   | 1月19日        | ラブレターが来ちゃった         | 佐々木守   | 湯浅憲明 |                          |
| 18   | 1月26日        | 病気なんてイヤよ               | 佐々木守   | 湯浅憲明 | 石井富子                 |
| 19   | 2月2日         | はじめてのデート               | 才賀明     | 枝川弘   |                          |
| 20   | 2月9日         | 子分にしてくれ                 | 佐々木守   | 青野暉   |                          |
| 21   | 2月16日        | アルバイトはたいへん           | 才賀明     | 青野暉   | 増田順司                 |
| 22   | 2月23日        | 別々はイヤ                     | 才賀明     | 岡屋竜一 |                          |
| 23   | 3月2日         | 哲也 誰にもふれないで          | 佐々木守   | 岡屋竜一 | 伊藤高                   |
| 24   | 3月9日         | 邪魔なアイツ                   | 才賀明     | 湯浅憲明 | 東野孝彦                 |
| 25   | 3月16日        | ホントのこと言っちゃった       | 佐々木守   | 枝川弘   | 鈴木やすし               |
| 26   | 3月23日        | もう一人の飛鳥                 | 才賀明     | 岡屋竜一 | 大和田伸也、高見エミリー |
| 27   | 3月30日        | すてきに悲しい日曜日           | 佐々木守   | 青野暉   |                          |
| 28   | 4月6日         | ヤキモチはやきません           | 才賀明     | 枝川弘   |                          |
| 29   | 4月13日        | 全員ハンターイ!                | 才賀明     | 枝川弘   |                          |
| 30   | 4月20日        | 花と海と太陽と…                | 才賀明     | 青野暉   |                          |
| 31   | 4月27日        | まったく不愉快!!               | 北村篤子   | 青野暉   | 峰岸隆之介               |
| 32   | 5月4日         | 一日だけの夫婦                 | 北村篤子   | 岡屋竜一 | 松岡きっこ               |
| 33   | 5月11日        | てんでブルーな誕生日           | 佐々木守   | 岡屋竜一 |                          |
| 34   | 5月18日        | イヨオ!マンガねえちゃん        | 佐々木守   | 帯盛迪彦 |                          |
| 35   | 5月25日        | 花嫁学校落第生                 | 佐々木守   | 帯盛迪彦 | 田村魚菜                 |
| 36   | 6月1日         | 困ったお隣さん                 | 才賀明     | 枝川弘   | 中村俊男 ( 現･ 中村ブン) |
| 37   | 6月8日         | わたしまじめな奥さんなのよ     | 石松愛弘   | 帯盛迪彦 | 平泉征、原泉             |
| 38   | 6月15日        | PTAでーす                      | 才賀明     | 宮下泰彦 |                          |
| 39   | 6月22日        | 娘さんよく聞けよ               | 才賀明     | 岡屋竜一 | 中山千夏                 |
| 40   | 6月29日        | イヤミなじいさんと高原だョーン | 佐々木守   | 帯盛迪彦 | 柚木れい子               |
| 41   | 7月6日         | ライバル参上                   | 才賀明     | 枝川弘   |                          |
| 42   | 7月13日        | キッスがいっぱい               | 才賀明     | 枝川弘   |                          |
| 43   | 7月20日        | 夢はもういや                   | 山本修佑   | 帯盛迪彦 |                          |
| 44   | 7月27日        | 隣りの男にご用心               | 才賀明     | 岡屋竜一 | 野呂圭介                 |
| 45   | 8月3日         | 離婚しまーす                   | 長野洋     | 岡屋竜一 | 桑山正一                 |
| 46   | 8月10日        | 真ッ黒こげの季節です           | 才賀明     | 青野暉   |                          |
| 47   | 8月17日        | お芝居でーす                   | 石松愛弘   | 枝川弘   |                          |
| 48   | 8月24日        | 恋文泥棒                       | 長野洋     | 岡屋竜一 | 片山豊                   |
| 49   | 8月31日        | 占いなんて当たらない           | 才賀明     | 青野暉   | 金内喜久夫               |
| 50   | 9月7日         | 魔女・まじょ・マジョ           | 長野洋     | 枝川弘   |                          |
| 51   | 9月14日        | 海沼先生やめないで             | 才賀明     | 枝川弘   | 吉田義夫                 |
| 52   | 9月21日        | ゴキブリ・尼さん・PTA          | 佐々木守   | 湯浅憲明 | 文野朋子、宗形智子       |
| 53   | 9月28日        | 始めよければ終りよし           | 佐々木守   | 湯浅憲明 |                          |

### 放送局
以下、全て放送時間は火曜 19:00 - 19:30、制作局・TBSと同時ネット。
- TBS
- 北海道放送[4]
- 青森テレビ[5]
- 岩手放送[5]
- 秋田放送[5]
- 東北放送[6]
- 福島テレビ[6]
- 新潟放送[7]
- 信越放送[8]
- テレビ山梨[9]
- 静岡放送[9]
- 北陸放送[10]
- 福井放送[10]
- 中部日本放送[11]

- 朝日放送[12]
- 山陰放送[13]
- 山陽放送[14]
- 中国放送[14]
- テレビ山口[15]
- 四国放送[12]
- テレビ高知[16]
- RKB毎日放送[17]
- 長崎放送[17]
- 熊本放送[17]
- 大分放送[18]
- 宮崎放送[19]
- 南日本放送[19]
- 琉球放送[20]

| TBS系列 火曜19:00枠                    | TBS系列 火曜19:00枠                   | TBS系列 火曜19:00枠 |
| 前番組                                 | 番組名                                | 次番組              |
| -------------------------------------- | ------------------------------------- | ------------------- |
| ハット・ピンキー!                      | おくさまは18歳 【本番組よりドラマ枠】 | なんたって18歳!     |
| TBS系列 岡崎友紀ライトコメディシリーズ |                                       |                     |
| （なし）                               | おくさまは18歳                        | なんたって18歳!     |

## 劇場用映画
テレビドラマのヒットを受けて『おくさまは18才 新婚教室』のタイトルで映画化された。当時大映は経営危機で映画製作は不可能な状態だったため、東宝が製作・配給を請け負った。そのため主演の岡崎・石立以外のキャスト・スタッフはテレビドラマとは異なっている。
- 製作：国際プロデュースセンター、ロープロモーション
- 配給：東宝
- 製作 / 公開年：1971年6月5日
- 同時上映：恋人って呼ばせて（主演：吉沢京子）
- カラー・シネマスコープ
- 上映時間：84分

### スタッフ
- 製作：本木荘二郎、吉野達弥、長沢ロー
- 脚本：石川達人、山本邦彦
- 潤色：佐々木守
- 監督：山本邦彦
- 音楽：荒木圭男、長沢ロー
- 撮影：鷲尾馨
- 助監督：長谷川和彦

### キャスト
- 高木飛鳥：岡崎友紀
- 高木哲也：石立鉄男
- 海沼先生：宍戸錠
- 渋沢先生：塩沢とき
- 大山園長：藤村有弘
- 小山美矢子：渚まゆみ
- 水川佐知子：高橋厚子
- 山田達子：野村昭子
- 山田圭助：江幡高志
- 芦野史郎：吉田次昭
- 飛鳥の祖母：笠置シヅ子
- 医者：永井柳太郎

## テレビドラマ（2011年版）
2011年3月27日から西川貴教と夏菜の出演によるリメイク版がフジテレビTWOで放送。90分×4話。
本作では哲也（西川）が臨時教師として勤務していた北辰学園（都内の男子校という設定）が、少子化に伴う経営難により飛鳥（夏菜）の通う女子高と経営統合して共学化したため（学校名は「北辰学園」だが、校舎等は女子高のものを使用し校長も女子高側から出されるなど、事実上は女子高が北辰学園を吸収合併した形）、同じ学校に通うことになったという扱いになっている。

### キャスト
- 高木哲也：西川貴教
- 高木（中山）飛鳥：夏菜
- 北辰学園教頭先生：田山涼成
- 中山勝宣（高木飛鳥の父）：宇梶剛士
- 中山麗子（高木飛鳥の母）：西村知美
- 北辰学園英語教師：月船さらら
- 北辰学園校長先生：川上麻衣子
- その他のキャスト：小松和重、虎牙光揮、田代さやか、牧野由依、賀来賢人、小山弘訓、山田幸伸、おかやまはじめ、顔田顔彦、渡部龍平、富田昌則、平田敦子、片桐仲直、宮腰理、金子直史、川原一馬、広瀬麻百合、岩井七世、吉本千紗、吉川まりあ、才川コージ、南谷和加子、小林恵里、岡田幸樹、芹口康孝、市村直樹、平山さとみ、浅川稚広、樋口史、愛未、入口夕布、吉田羊、三森麻美

### スタッフ
- 脚本：樫田正剛
- 演出：アベユーイチ
- プロデューサー：松岡　周作、羽鳥　健一、植松　　建
- 音楽：川嶋可能
- 音響監督 / Additional music：石塚徹
- 音楽プロデューサー：田井モトヨシ

### 主題歌
メインテーマ
「Merry-go-round」作詞：牧野由依、作曲・編曲：佐々倉有吾、歌：牧野由依